# شارل إتيان براسور دي بوربورغ
آبي شارل إتيان براسور دي بوربورغ (8 سبتمبر 1814 - 8 يناير 1874) كان كاتبًا فرنسيًا مشهورًا وعالم إثنوغرافيا ومؤرخًا وعالم آثار وكاهنًا كاثوليكيًا. وأصبح متخصصًا في دراسات أمريكا الوسطى، وسافر كثيرًا في المنطقة. وقد ساهمت كتاباته ومنشوراته واستعادته للوثائق التاريخية كثيرًا في معرفة لغات المنطقة وكتابتها وتاريخها وثقافتها، ولا سيما حضارتي المايا والآزتك. كما أن تكهناته المتعلقة بالعلاقات بين المايا القديمة وقارة أطلانطس المفقودة ألهمت إغناطيوس إل. دونيلي وشجعت العلم الزائف للمايانية.

## النشأة وكتاباته
وُلِد في بوربورغ، وهي بلدة صغيرة تحت التأثير الفلمنكي بالقرب من دونكيرك في فرنسا، مع انتهاء الإمبراطورية الفرنسية الأولى.
عندما كان شابًا ذهب إلى غنت في بلجيكا المستقلة حديثًا لدراسة اللاهوت والفلسفة. وأصبح مهتمًا بالكتابة أثناء دراسته هناك. وكان متحمسًا لتاريخ فلاندر، وكتب عدة مقالات عن الفولكلور المحلي، وهذا مكنه من دخول الأوساط الأدبية. وفي عام 1837 عندما كان عمره 23 عامًا سافر براسور إلى باريس بدعم من الشاعر الفرنسي ألفونس ماري لوي دي برات لامارتين، وانخرط في الصحف السياسية التي سعت إلى إضفاء الطابع الديمقراطي على السلطة مثل لو موند. وخلال ذلك الوقت بدأ بالمساهمة بمقالات في مجلة باريسية. وقد كتب عدة روايات تاريخية (باستخدام اسم مستعار)، بما في ذلك رواية تتعلق بالقدس. ونشر العديد من الروايات ذات الأسلوب الرومانسي والتي كانت رائجة جدًا في ذلك الوقت. وواحدة من هذه الروايات هي لو سيرابيون، التي تلقت مراجعات تشير ضمنًا إلى أنها تشبه إلى حد كبير رواية الشهداء عام 1809 لفرانسوا رينيه دوشاتوبريان. ومثل هذه الادعاءات بالسرقة الأدبية وعدم الدقة في أعماله تكررت عدة مرات خلال حياته المهنية.
على الرغم من هذه الانتقادات استمرت سمعته ككاتب ومفكر شاب بارز في التطور. وقد نقل دراسته وإقامته إلى روما، حيث رُسم في عام 1845 في الكهنوت الروماني الكاثوليكي في سن الثلاثين.

## إرساله إلى كيبك
قبل عام من ذهابه، لفت انتباه رئيس الكنيسة الكندي، ليون جينجراس، الذي التقى به (وأعجب به على ما يبدو) في روما. وطلب آبي جينجراس إلى صديقه وزميله النائب العام لكيبك آبي تشارل فيليكس كازو، تعيين براسور دي بوربورغ في وظيفة في المعهد اللاهوتي هناك. وبدأت المراسلات في أواخر عام 1844، حيث ادعى الأب جينجراس أن المعهد اللاهوتي يجب أن «يحرك السماء والأرض للتأكد من أن مثل هذا الطائر الرائع لن يهرب منا ويطير إلى مونتريال، حيث سيكون موضع اهتمام كبير».
بعد عام من حصوله على رسامته، جرت الموافقة على وظيفة براسور دي بوربورغ في كيبك من قبل رئيس الأساقفة جوزيف سيغني، وفي خريف عام 1845 غادر أوروبا إلى مستعمرة مقاطعة كندا البريطانية، وتوقف لفترة وجيزة في بوسطن على طول الطريق.
عند وصوله إلى مدينة كيبك بدأ العمل كأستاذ للتاريخ الكنسي في المدرسة اللاهوتية (مدرسة كيبك، التي تأسست عام 1663). ولكن بعد فترة وجيزة توقفت سلسلة محاضراته لسبب غير محدد.
ويعتقد أن براسور دي بوربورغ كان لديه وقت إضافي، لذا بدأ برنامجًا للبحث في تاريخ أبرشية كيبك، ولا سيما تاريخ مؤسسها في القرن السابع عشر فرانسوا دي لافال، وهو أول أسقف روماني كاثوليكي في كيبك (الذي تجسد بعده المعهد اللاهوتي كجامعة، سميت جامعة لافال تيمنًا به). ونُشرت نتائج تحقيقاته الأرشيفية في أوائل عام 1846 كسيرة حياة لافال. ويبدو أن محتويات هذا الكتيب أثارت استياء زملائه الكنديين إلى حد ما، حيث بدأ نزاع جعل منصبه هناك غير واضح، أو على الأقل غير مريح. وأيضًا من الواضح أنه لم يعجب بالمناخ الشتوي القاسي (جاء الحكم من خلال بعض التعليقات التي أدلى بها في إهداء كتابه اللاحق تاريخ كندا)، وربما كان هذا أيضًا عاملًا في رحيله الذي كان سريعًا.